# Microrregión de Itabaiana
La microrregión de Itabaiana es una de las microrregiones del estado brasileño de Paraíba perteneciente a la mesorregión Agreste Paraibano. Su población fue estimada en 2006 por el IBGE en 105.567 habitantes y está dividida en nueve municipios. Posee un área total de 1.652,197 km².

## Municipios
- Caldas Brandão
- Gurinhém
- Ingá
- Itabaiana
- Itatuba
- Juarez Távora
- Mogeiro
- Riachão do Bacamarte
- Salgado de São Félix

- Datos: Q1915365